# Heilig Hartkerk (Schiedam)
De Heilig Hart van Jezuskerk is een rooms-katholieke parochiekerk in de Nederlandse stad Schiedam. De kerk is ook bekend als de Gorzenkerk. 
De kerk is ontworpen door Han Groenewegen en werd gebouwd in 1925-'27. Ze heeft een paraboolvormige spits. In de kerk zijn apocalyptische muurschilderingen en voorstellingen rond het leven van Liduina van Schiedam te zien, die in de jaren 1930 werden geschilderd door Willem Adolfs.